# Songjiang (sockenhuvudort i Kina, Heilongjiang Sheng, lat 46,83, long 130,43)
Songjiang (kinesiska: 松江, 松江乡) är en sockenhuvudort i Kina. Den ligger i provinsen Heilongjiang, i den nordöstra delen av landet, omkring 320 kilometer öster om provinshuvudstaden Harbin. Antalet invånare är 54 663. Befolkningen består av 26 282 kvinnor och 28 381 män. Barn under 15 år utgör 9,0 %, vuxna 15-64 år 83 %, och äldre över 65 år 6,0 %.
Runt Songjiang är det ganska tätbefolkat, med 60 invånare per kvadratkilometer. Närmaste större samhälle är Jiamusi, 9,6 km väster om Songjiang. Trakten runt Songjiang består till största delen av jordbruksmark.
Genomsnittlig årsnederbörd är 857 millimeter. Den regnigaste månaden är juli, med i genomsnitt 190 mm nederbörd, och den torraste är januari, med 6 mm nederbörd.